# Hypnum schiedeanum
Hypnum schiedeanum är en bladmossart som beskrevs av C. Müller 1851. Hypnum schiedeanum ingår i släktet flätmossor, och familjen Hypnaceae. Inga underarter finns listade i Catalogue of Life.